# Microtus liechtensteini
El topillo de Liechtenstein (Microtus liechtensteini) es una especie de roedor de la familia Cricetidae.

## Distribución geográfica
Se encuentra en Europa Central y Oriental, desde el norte de Italia hasta Austria, Eslovenia y Croacia. 